# Karjalan Sissit (album)
Karjalan Sissit – album studyjny Karjalan Sissit, wydany 30 grudnia 2001 roku przez wytwórnię Cold Spring. Markus Pesonen zadedykował ten album swojemu wujowi, który brał udział w wojnie zimowej ze ZSRR.

## Lista utworów
1. „In Amaritudine” – 4:56
2. „Peracta Militia” – 2:49
3. „Bleak Is The Happiness” – 4:46
4. „Suomi Marssi” – 2:55
5. „Dead Calm” – 5:51
6. „Purgatory” – 3:02
7. „Night Of The Abyss” – 2:26
8. „Melakka” – 4:00
9. „Eternal War” – 3:53
10. „Säkkijärven Polkka” – 2:44